# Neltje Blanchan

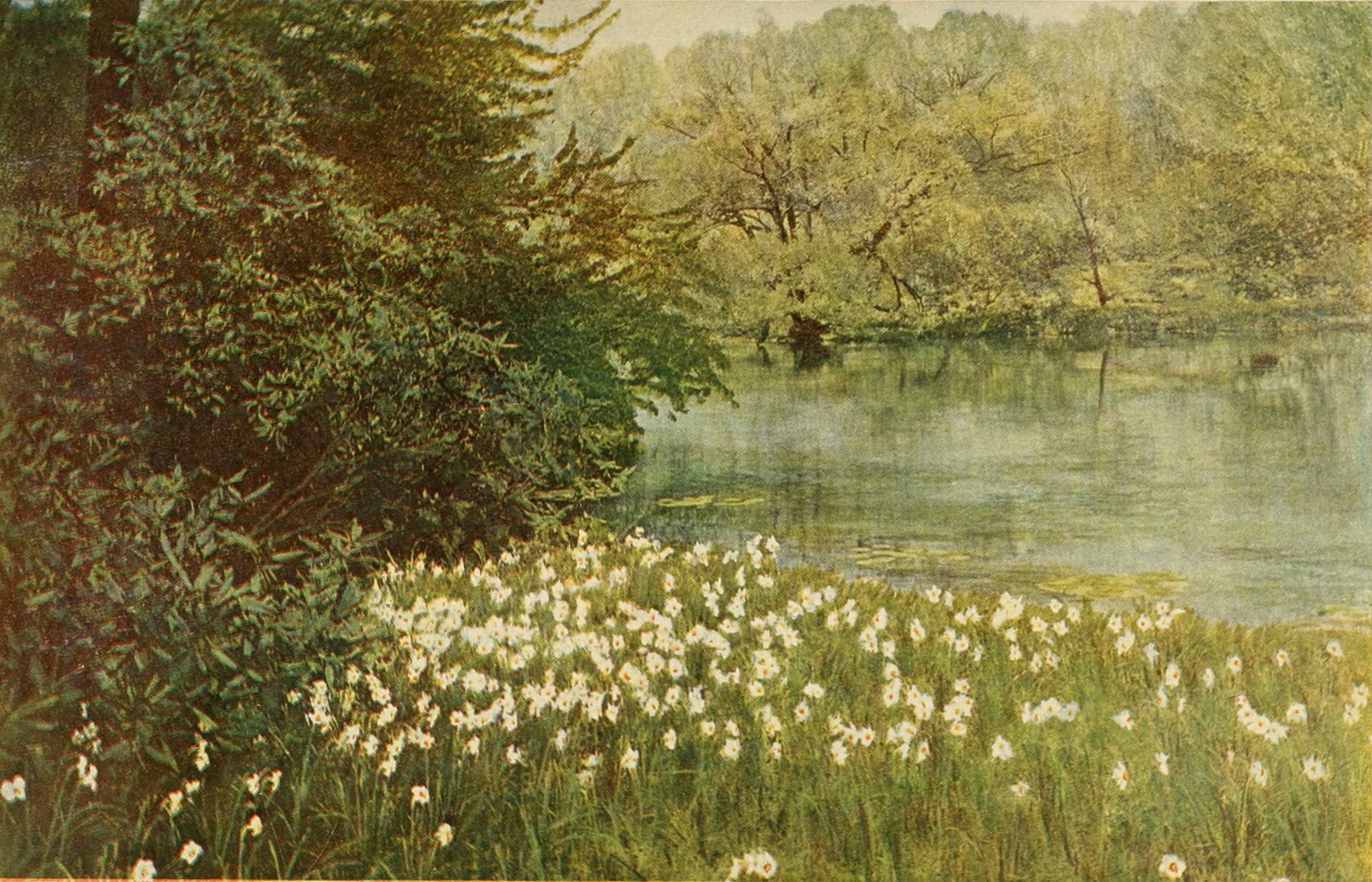
Ilustración del libro The American Floer Garden (1909)

Nellie Blanchan De Graff (23 de octubre de 1865 - 21 de febrero de 1918) fue una científica estadounidense, historiadora y escritora de la naturaleza
que publicó once libros sobre flores silvestres, aves y jardines bajo el seudónimo Neltje Blanchan. Su obra es conocida por su síntesis de interés científico con fraseo poético.

## Biografía
Nació en Chicago hija de Liverius De Graff, propietario de una tienda de ropa masculina, y su esposa Alice Fair. Se educó en el instituto de educación secundaria de la Universidad St. John's en Nueva York y en la preparatoria de Dobbs Ferry, Nueva York.
El 9 de junio de 1886 se casó con Frank Nelson Doubleday, fundador de la editorial Doubleday. Tuvieron dos hijos y una hija: Félix Doty (adoptado), Nelson (1889-1949) y Dorothy. 
En 1917 visitó Filipinas y China con una asignación especial como comisionada de la Cruz Roja. Murió repentinamente en Cantón el 21 de febrero de 1918, a los 52 años.

## Legado
Algunos de sus escritos (1914-1918) se conservan en la colección Frank N. Doubleday y Nelson Doubleday de la Biblioteca de la Universidad de Princeton. 
El Consejo de las Artes de Wyoming creó un premio literario, el "Blanchan/Doubleday Writing Award",  que se otorga anualmente a una escritora cuya obra, de cualquier género, se inspire en la naturaleza.

## Libros publicados
- Bird Neighbors (1897)
- Birds That Hunt and Are Hunted [5]
- Nature's Garden (1900)
- Capítulo: "What the Basket Means to the Indian" del libro de Mary White How To Make Baskets (1901)
- Wild Flowers: An Aid to Knowledge of our Wild Flowers and their Insect Visitors (1901)
- Birds Every Child Should Know (1907)
- The American Flower Garden (1909)
- Wild Flowers Worth Knowing (adaptación de Asa Don Dickenson, 1917, 1922)
- Birds: Selected from the Writings of Neltje Blanchan (póstumo, 1930)